# Cis duplex
Cis duplex es una especie de coleóptero de la familia Ciidae.

## Distribución geográfica
Habita en Suroeste de Estados Unidos, California y  México.